# 6828 Elbsteel
6828 Elbsteel è un asteroide della fascia principale. Scoperto nel 1990, presenta un'orbita caratterizzata da un semiasse maggiore pari a 2,6938303 UA e da un'eccentricità di 0,2260610, inclinata di 11,89056° rispetto all'eclittica.